# Profa
Profa – wieś w Rumunii, w okręgu Aluta, w gminie Spineni. W 2011 roku liczyła 685 mieszkańców. 